# Dracula cutis-bufonis
Dracula cutis-bufonis är en orkidéart som beskrevs av Carlyle August Luer och Rodrigo Escobar. Dracula cutis-bufonis ingår i släktet Dracula och familjen orkidéer. Inga underarter finns listade i Catalogue of Life.